# 장 벨리보
조제프 장 아르튀르 벨리보(프랑스어: Joseph Jean Arthur Béliveau, 1931년 8월 31일 ~ 2014년 12월 2일)는 캐나다의 아이스하키 선수이다.